# Піщанка (Берестинський район)
Піща́нка — село в Україні, у Берестинському районі Харківської області. Населення становить 5773 осіб.

## Географія
Село Піщанка знаходиться біля джерел річки Піщанка за 3 км від річки Берестова, примикає до міста Красноград. Через село проходять автомобільні дороги М18 і Р11.

## Історія
1740 — дата заснування.
1731 — рік заснування, вказаний на гербі села.
Під час організованого радянською владою Голодомору 1932—1933 років померло щонайменше 311 жителів села.
Колишній орган місцевого самоврядування — Піщанська сільська рада.

## Населення
Згідно з переписом УРСР 1989 року чисельність наявного населення села становила 5626 осіб, з яких 2575 чоловіків та 3051 жінка.
За переписом населення України 2001 року в селі мешкало 5396 осіб.

### Мова
Розподіл населення за рідною мовою за даними перепису 2001 року:
| Мова       | Відсоток |
| ---------- | -------- |
| російська  | 49,57 %  |
| українська | 48,87 %  |
| білоруська | 0,53 %   |
| німецька   | 0,02 %   |
| інші       | 1,01 %   |

## Символіка

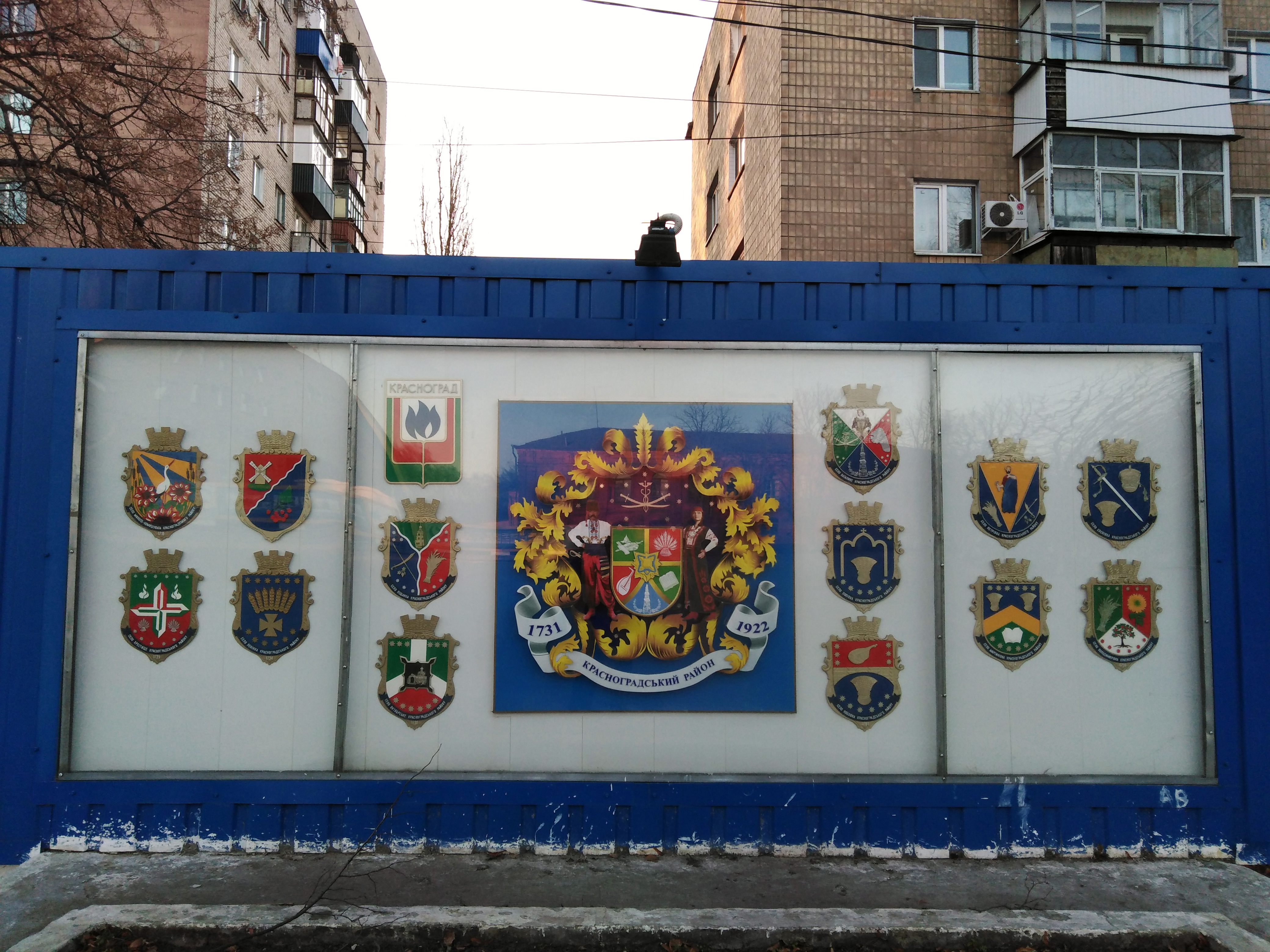
Герби населених пунктів Красноградського району серед них ліворуч, герб села Піщанка

Герб села Піщанка, відповідно до сучасних вимог, має форму іспанського щита, який вписано у золотий декоративний картуш, що увінчаний золотою короною зі злакових колосів. Щит герба розділено білою роздвоєною стрічкою на 3 частини, з використанням 3 кольорів: зеленого, червоного та синього, де розташовані зображення:
- у 1-му зеленому полі — стилізоване золоте зображення дзвонарні православної церкви;
- у 2-му синьому полі — перехрестя татарської шаблі та козацької піки з гроном винограду із 6 срібними зірками;
- у 3-му червоному полі — золоте зображення колосів пшениці із 6 срібними зірками;

У нижній частині картуша розміщено стрічку синього кольору з написом срібними літерами «село Піщанка Красноградського району», а також напис срібними літерами «1731». На картуші розміщено стрічку синього кольору з написом срібними літерами «село Піщанка Красноградського району».
Біла роздвоєна хвиляста стрічка, що поділяє гербовий щит на 3 частини, символізує річку «Піщану», яка, на жаль, в наш час втратила своє функціональне значення. У 1731 році, при будівництві Більовської фортеці, з обох берегів річки будували свої домівки козаки і селяни, які отримали «вольності». Золоте зображення дзвонарні православної церкви символізує духовне багатство населення села Піщанка, унаочнює факт будівництва Свято Миколаївського Храму на теренах СРСР, під час жорстокої політики радянського уряду відносно релігії. Зображення перехрестя татарської шаблі та козацької піки з гроном винограду — є елементом герба Донецького пікінерського полку. З 1764—1796 років село Піщанка входить до складу полку. Золоте зображення колосів пшениці є ознакою сільськогосподарської направленості регіону з давніх часів. Зображення 12 срібних зірок зображує факт входження земель Піщанської сільської ради до території Запорізької Січі та існування на її теренах «зимових» поселень козаків. Землі сучасного села Піщанка були розташовані на північному кордоні Запорізької Січі. Срібний напис на картуші герба «1731» символізує рік заснування поселення Піщанка.

## Економіка
- Молочнотоварна і птахо-товарна ферми.
- Агрофірма «НИВА».
- Агрофірма «Піщанська».

## Релігія
- Свято-Миколаївський храм.

## Відомі уродженці
- Пугач Євген Петрович (1935-2021) — український історик, професор кафедри нової та новітньої історії історичного факультету, директор Музейного комплексу Харківського національного університету імені В. Н. Каразіна.